# 鳳凰計劃 (越南戰爭)
凤凰计划是越南战争期间由中央情报局發起、美軍和越南共和國軍參與的一項秘密行動，目的是識別和清除越南共和国平民中的越共人員。這一項目實施時間為1967年至1972年。
越南共和國政府表示，鳳凰計劃期間共有40994名越共人員死亡。另一種說法是鳳凰計劃期間共有81740名人士因為被指控或被懷疑是越共黨員而被清除，其中26369人被击毙，剩下的人則選擇投降或被俘。有87%的遇難者被南越和美军打死，而其余13%的遇難者是被凤凰计划特工殺死。 :17–21
由於有平民疑似在凤凰计划執行期間被冤殺以及有人受到酷刑，因此鳳凰計劃受到了部分人士的質疑，美国国会甚至特地為該計劃召開聽證會，最終中央情报局決定停止執行鳳凰計劃。